# 日高里菜
日高里菜（日语：／ Hidaka Rina，1994年6月15日—）是日本的女性演員、聲優，StarCrew所屬。千葉縣千葉市出身。

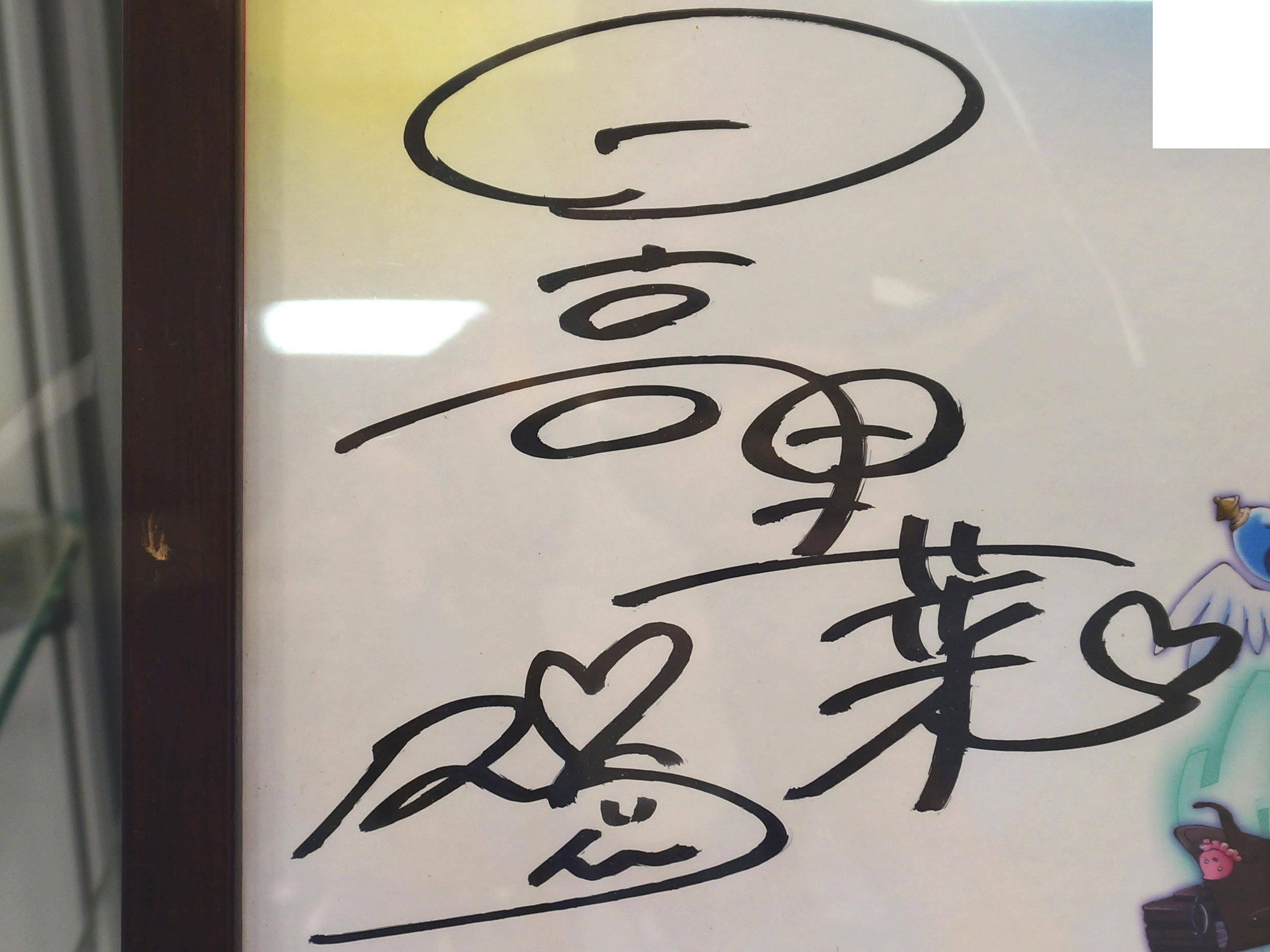
日高里菜簽名

## 簡歷
- 2008年，在Web動畫中「企鵝少女♥心」裡成為她當配音員的處女作[2]。
- 2009年，電視動畫「你好 安妮 ～Before Green Gables」中初次擔任主角【安妮·雪利】。
- 2013年1月31日退出AT製作，2013年2月1日移籍至大澤事務所。
- 2023年4月1日移籍至StarCrew。
- 2024年元旦宣佈與內田雄馬結婚。[1]

## 人物
- 有一個哥哥[3]。
- 「里菜」這個名字的由來，是她母親在懷她哥哥的時候，就考慮過的名字[2]。
- 在高中時的成績十分優秀，因此名字經常被張貼在走廊的告示板。擅長科目是數學。
- 從2013年開始一邊上大學一邊進行著聲優活動。
- 由於與小倉唯年齡相近，兩人自合作《蘿球社！》後建立了親友般的關係[4][5]。
- 與演員松岡茉優是童年玩伴。
- 和歌手家入里歐、演員松岡茉優、桃色幸運草Z隊長百田夏菜子、前℃-ute成員鈴木愛理等人是高中同班同學。

## 演出作品
- 粗體字是包含主角的主要登場人物。

### 電視動畫
2008年
- ×××HOLiC◆續（五月七日小羽）
- 波菲的漫長旅程（麗貝卡（少女時期））
- 道子與小花（道子・馬蘭德羅（小孩子時期））
- 魔法禁書目錄（Last Order〈最後之作〉）

2009年
- 你好 安妮 ～Before Green Gables（安妮·雪利）
- 乃木坂春香的秘密 Purezza♪（藤之宮美羽）

2010年
- 刀語（凍空粉雪）
- 嬌蠻貓娘大橫行（穗香）
- 爆漫王。（亞豆美奈）
- STAR DRIVER 閃亮的塔科特（陽·水野）
- 只有神知道的世界（萊姆）
- 魔法禁書目錄II（Last Order〈最後之作〉）
- 大小姐×執事！（櫻澤美美奈）

2011年
- 食夢者瑪莉（如月湊）
- 戰國少女～桃色異傳～（豐臣秀吉）
- 蘿球社！（香椎愛莉）
- 魔劍姬！（莉兒·菲尼安、艾莉兒·菲尼安）
- TIGER & BUNNY（鏑木楓）
- 爆漫王。2（亞豆美奈）
- 丹特麗安的書架（帕特莉西亞·納許）

2012年
- 在那個夏天等待（璃音）
- 妖狐×僕SS（白鬼院凜凜蝶）
- 加速世界（上月由仁子／Scarlet Rain）
- 刀劍神域（西莉卡／綾野珪子）
- 其中1個是妹妹！（嵯峨良芽依）
- Campione 弒神者！（草薙靜花）
- 輕鬆百合♪♪（大室花子）
- 出包王女DARKNESS（涅梅西斯）
- 偵探歌劇 少女福爾摩斯 第2幕（經理）
- Muv-Luv Alternative Total Eclipse（帝國軍衛士D）
- 旋風管家！CAN'T TAKE MY EYES OFF YOU（浣熊）
- 寶石寵物 Kira☆Deco！（櫻桃）

2013年
- Q弟偵探因幡（荻野梓、羊）
- 銀河機攻隊 莊嚴皇子（真由、安娜）
- 玉子市場（北白川餡子）
- 鎖鎖美小姐@不好好努力（玉藻前）
- 爆漫王。3（亞豆美奈）
- 翠星上的加爾岡緹亞（奧譚的助手）
- 斷裁分離的罪惡之剪（艾蜜莉·紅手套）
- 寶石寵物 Happiness（櫻桃）
- 旋風管家Cuties（浣熊）
- 變態王子與不笑貓（女僕）
- 戀愛研究所（市川奈奈）
- SERVANT×SERVICE（百井花音）
- 蘿球社！SS（香椎愛莉）
- 噬血狂襲（曉凪沙）
- 蒼藍鋼鐵戰艦（伊400）
- 伽利略少女（星月·法拉利）
- 刀劍神域 Extra Edtion（西莉卡／綾野珪子）

2014年
- 地球隊長（夜祭明）
- 如果折斷她的旗（櫻）
- 黑色子彈（藍原延珠）
- 刀劍神域II（西莉卡／綾野珪子）
- selector spread WIXOSS（米露露恩）
- （優木苗）

2015年
- 艦隊Collection -艦Colle-（睦月、如月、彌生、望月、卯月）
- 銃皇無盡的法夫納（伊莉絲·芙蕾雅）
- The Rolling Girls（小坂結季奈）
- 食戟之靈（川島麗、佐佐木由愛）
- 境界之輪迴（花子）
- 電波教師（千波花音）
- SHOW BY ROCK!!（羅齊亞）
- 俺物語！！（小鈴）
- 山田君與7人魔女（山田巽美）
- 出包王女DARKNESS 2nd（涅梅西斯）
- 輕鬆百合 夏日時光！+（大室花子）
- 輕鬆百合 3☆High！（大室花子）

2016年
- GATE 奇幻自衛隊 在彼方的土地，如斯的戰鬥 第2期（夏莉·杜耶里）
- 莉露莉露妖精～妖精之門～（堇、雲寶、鈴、蘭、流子、織女）
- 線上遊戲的老婆不可能是女生？（玉置亞子／亞子）
- 食戟之靈 貳之皿（川島麗、佐佐木由愛）
- SHOW BY ROCK!!SHORT!!（羅齊亞）
- TABOO TATTOO－禁忌咒紋－（修妮婭）
- 魔法少女育成計劃（哈德格爾·愛麗絲）
- SHOW BY ROCK!!#（羅齊亞）

2017年
- 學園少女突襲者 Animation Channel（澄原里佳）
- 武裝少女Machiavellianism（花酒蕨）
- 戰姬絕唱SYMPHOGEAR AXZ（普勒拉）
- 跳水男孩（野村未羽）
- 來自深淵（ミオ）
- 天使的3P！（貫井胡桃）
- 歡迎來到實力至上主義的教室（坂柳有栖）
- 食戟之靈 餐之皿（川島麗、佐佐木由愛）

2018年
- 刀使之巫女（多岐都比賣命）
- IDOLiSH7 偶像星願（理、可可娜）
- 龍王的工作！（雛鶴愛）
- 童話魔法使（琳·戴維斯）
- ALICE OR ALICE～妹控哥哥與雙胞胎妹妹～（藍璃）
- Lostorage conflated WIXOSS（米露露恩）
- 隔壁的吸血鬼美眉（蒼井朔夜）
- 魔法禁書目錄III（Last Order〈最後之作〉）
- 寄宿學校的茱麗葉（王胡蝶、斯考特〈初等部〉）
- 刀劍神域 Alicization（西莉卡／綾野珪子）
- RELEASE THE SPYCE（宮梅·英根·路亞·王香）
- 叛逆性百萬亞瑟王（貝托爾）

2019年
- 關於我轉生變成史萊姆這檔事（蜜莉姆·拿渥）
- 盾之勇者成名錄（菲洛）
- RobiHachi（烏那米）
- 只要長得可愛，即使是變態你也喜歡嗎？（古賀唯花）
- 科學一方通行（Last Order〈最後之作〉）
- 超人高中生們即便在異世界也能從容生存！（大星林檎）
- KIRA KIRA HAPPY★ 打開吧！見習神仙精靈（雨莉）
- 戰×戀（早乙女六海）
- 食戟之靈 神之皿（川島麗）
- 刀劍神域 Alicization War of Underworld（西莉卡／綾野珪子）
- 在地下城尋求邂逅是否搞錯了什麼II（龍女）

2020年
- 異世界四重奏2（菲洛）
- 科學超電磁砲T（最後之作）
- 更多!怪俠佐羅利（艾克蕾雅）
- 食戟之靈 豪之皿（川島麗、佐佐木由愛）
- 超異域公主連結 Re:Dive（美美）
- 輝夜姬想讓人告白？～天才們的戀愛頭腦戰～（大佛小缽）
- 刀劍神域 Alicization War of Underworld -THE LAST SEASON-（西莉卡／綾野珪子）
- 寶可夢 旅途（可羅美）
- 神奇柑仔店（筱田真由美、母）
- 在地下城尋求邂逅是否搞錯了什麼III（薇妮）
- 戰翼的希格德莉法（和浦·野乃）
- IDOLiSH7 偶像星願-Second BEAT!（九條理）
- 熊熊勇闖異世界（諾雅兒·佛許羅賽）
- 魔女之旅（學生）

2021年
- 弱角友崎同學（友崎的妹妹）
- 裏世界遠足（小櫻）
- SHOW BY ROCK!! STARS!!（羅齊亞）
- 關於我轉生變成史萊姆這檔事 第2期（蜜莉姆·拿渥）
- Tropical-Rouge！光之美少女（蘿拉・拉梅爾／滄海天使）
- 戰鬥員派遣中！（業火之彼列）
- 通靈王（2021年版）（畢莉卡）
- Vivy -Fluorite Eye's Song-（歐菲莉亞）
- 關於我轉生變成史萊姆這檔事 轉生史萊姆日記（蜜莉姆·拿渥）
- 古見同學有交流障礙症。（山井戀）
- 逆轉世界的電池少女（真神疾風）

2022年
- 東京24區（白樺梢）
- 超異域公主連結 Re:Dive Season 2（美美）
- 盾之勇者成名錄 Season 2（菲洛）
- 古見同學有交流障礙症。 第2期（山井戀）
- 社畜想被幼女幽靈療癒。（小幽靈）
- 愛在征服世界後（有栖川春／粉色冰果）
- 輝夜姬想讓人告白-超級浪漫-（大佛小缽）
- 式守同學不只可愛而已（八滿結）
- Estab-Life Great Escape（サンドリヨン、M〈轉生體〉）
- 不會拿捏距離的阿波連同學（阿波連繪留）
- 繼母的拖油瓶是我的前女友（伊理戶結女）
- 歡迎來到實力至上主義的教室 2nd Season（坂柳有栖）
- BORUTO-火影新世代-NARUTO NEXT GENERATIONS-（鎌倉奧斯卡）
- 我想成為影之強者！（克萊兒·卡蓋諾）

2023年
- 小智是女孩啦！（群堂美鈴）
- 吸血鬼馬上死2（月光院三魅美）
- 在地下城尋求邂逅是否搞錯了什麼IV（薇妮）
- 熊熊勇闖異世界 PUNCH！（諾雅兒·佛許羅賽）
- 在異世界獲得超強能力的我，在現實世界照樣無敵～等級提升改變人生命運～（尤蒂）
- 獻祭公主與獸王（泰特拉）
- 寶可夢 地平線（若葉）
- 我想成為影之強者！ 2nd season（克萊兒·卡蓋諾）
- 盾之勇者成名錄 Season 3（菲洛）
- 香格里拉·開拓異境～糞作獵手挑戰神作～（愛姆露）
- 鐵路浪漫譚2（とらこ）
- 戰鬥陀螺X（一號）
- 狩龍人拉格納（絲塔莉亞·雷傑）
- SHY靦腆英雄（唔呼呼）
- 某大叔的VRMMO活動記（伊莉莎白）
- 哥布林殺手II（王妹）
- 家裡蹲吸血姬的鬱悶（凱特蘿）

2024年
- 弱角友崎同學 2nd STAGE（友崎的妹妹）
- 歡迎來到實力至上主義的教室 3rd Season（坂柳有栖）
- 魔都精兵的奴隸（湯野波音）
- 公主殿下，「拷問」的時間到了（小魔魔）
- 反派千金等級99～我是隱藏頭目但不是魔王～（艾蕾諾拉·希洛茲）
- 異修羅（亞薇卡）
- 關於我轉生變成史萊姆這檔事 第3期（蜜莉姆·拿渥）
- 花野井同學與戀愛病（日生燈）
- SHY靦腆英雄 第2期（唔呼呼）
- Delico's Nursery（烏魯·德里克）
- 香格里拉·開拓異境～糞作獵手挑戰神作～ 2nd season（愛姆露）

2025年
- 不會拿捏距離的阿波連同學 season2（阿波連繪留）
- 正義使者 -我的英雄學院之非法英雄-（小碎步SISTERS）
- 盾之勇者成名錄 Season 4（菲洛）
- 被驅逐出勇者隊伍的白魔導師，被S級冒險者撿到（結衣）
- 櫻桃小丸子（安妮）
- 明天，美食廣場見。（山田）

2026年
- 公主殿下，「拷問」的時間到了（第2期）（小魔魔）
- 魔都精兵的奴隸2（湯野波音）

時期未定
- 與妳相戀到生命盡頭（卡嘉莉·美美）

### 劇場版動畫
2007年
- 河童之夏（康一的同班同學）

2010年
- 五彩繽紛（同班同學）
- 小小車布歷險記

2011年
- 追逐繁星的孩子（真奈）

2012年
- 寶石寵物電影 甜品舞公主（櫻桃）

2013年
- STAR DRIVER 閃亮的塔科特 THE MOVIE（陽·水野）
- 劇場版魔法禁書目錄：恩底彌翁的奇蹟（Last Order〈最後之作〉）

2014年
- 玉子愛情故事（北白川餡子）

2015年
- 蒼藍鋼鐵戰艦 -ARS NOVA- DC（伊400）

2016年
- 加速世界 INFINITE∞BURST（上月由仁子／Scarlet Rain）
- 劇場版艦隊Collection（睦月、如月、龍驤）

2017年
- 刀劍神域劇場版：序列爭戰（西莉卡／綾野珪子）
- 劇場版 TRINITY SEVEN -悠久圖書館與鍊金術少女-（莉莉姆）

2018年
- 電影版 怪物彈珠 空之彼方（加百列）

2019年
- LAIDBACKERS：勇者的尼特族生活（三乃波羅蜜）

2020年
- 交錯的想念（さっちゃん）
- THE MOVIE 路西法 絕望的黎明（加百列）

2021年
- 電影Tropical-Rouge！光之美少女 小小闖入！組合♡舞會！（蘿拉）
- 刀劍神域 Progressive 無星夜的詠嘆調（西莉卡）
- 電影Tropical-Rouge！光之美少女 雪之公主與奇蹟的戒指！（蘿拉／滄海天使）

2022年
- 劇場版 異世界四重奏 ～Another World～（菲洛）
- 只屬於我的兒童餐（蘿拉／滄海天使）
- 劇場版 關於我轉生變成史萊姆這檔事 紅蓮之絆篇（蜜莉姆）

2023年
- 電影 光之美少女 All Stars F（蘿拉／滄海天使）
- 劇場版 鋼管公主!!（紫藤紗娜）

2024年
- BLOODY ESCAPE -地獄的逃走劇-（M）
- 大室家 dear sisters（大室花子）
- 大室家 dear friends（大室花子）

2026年
- 劇場版 關於我轉生變成史萊姆這檔事 蒼海之淚篇（蜜莉姆）

### OVA
2009年
- ×××HOLiC 春夢記 （五月七日小羽）※漫畫第14卷、第15卷 初回限定特裝版付屬DVD

2010年
- ×××HOLiC 籠（五月七日小羽）※漫畫第17卷 初回限定特裝版付屬DVD

2013年
- 蘿球社！（香椎愛莉）※PSP遊戲『蘿球社！遺落物的祕密』限定版同梱DVD。

2015年
- 噬血狂襲 女武神的王國篇（曉凪沙）

2016年
- 出包王女DARKNESS（涅梅西斯）※漫畫第15卷 初回限定特裝版付屬DVD
- 食戟之靈（川島麗）
- 終結的熾天使「吸血鬼沙哈爾」（理子）
- 噬血狂襲II（曉凪沙）

2018年
- 噬血狂襲III（曉凪沙）

2020年
- 噬血狂襲 消失的聖槍篇（曉凪沙）
- 噬血狂襲IV（曉凪沙）
- 約會大作戰 赤黑新章（指宿帕妮耶）

2021年
- 輝夜姬想讓人告白？～天才們的戀愛頭腦戰～（大佛小缽）

2022年
- 噬血狂襲FINAL（曉凪沙）

### 網路動畫
2000年代
- 企鵝少女♥心（2008年，南極楓）

2010年代
- 寶可夢世代（2017年，艾莉絲）
- 怪物彈珠（2017年，加百列）
- 拳願阿修羅（2019年）

2020年代
- 幼女社長（2021年，六科馴染）
- 吸血鬼之愛（2021年，舞·弗拉德·特蘭西瓦尼亞）
- TIGER & BUNNY 2（2022年，鏑木楓）
- 鋼管公主!!（2023年，紫藤紗娜）
- 幼女社長R（2023年，六科馴染）

### 遊戲
2008年
- 牧場物語 歡迎來到風之市集（主角的小孩〈女孩子〉）
- 好萌好萌2次大戰（略）☆Deluxe（知羽）

2009年
- 真空道具 ～我們的科學與魔法的關係～（愛麗絲·格蘭菲利亞）

在本作片頭曲「遙遠的時間旅人」擔任歌唱。
2010年
- NO MORE HEROES 2 DESPERATE STRUGGLE（紅山苺／草莓）

2011年
- STAR DRIVER 閃亮的塔科特 銀河美少年傳說（陽·水野）
- 魔法禁書目錄（Last Order〈最後之作〉）
- 蘿球社（香椎愛莉）

2012年
- 加速世界 -銀翼的覺醒-（仁子〈上月由仁子〉）
- 女友伴身邊（優木苗）
- 戀愛吧動畫社（齋木真夜）
- Triangle×Complex（天瀨茜）
- 嫁Colle（Last Order〈最後之作〉、嵯峨良芽依、如月陽菜、西莉卡／綾野珪子、香椎愛莉、星月·法拉利、上月由仁子、曉凪沙、藍原延珠、伊莉絲·芙蕾雅）
- 小魔女帕妃 ～黑貓魔法店物語～（帕妃·修克雷爾）

2013年
- 加速世界 -加速的頂點-（仁子〈上月由仁子〉）
- 刀劍神域 無限瞬間（西莉卡／綾野珪子）
- 朧村正（阿戀）※DLC第一彈 元禄怪奇譚『化猫－津奈缶猫魔稿－』
- 艦隊Collection -艦Colle-（龍驤、睦月、如月、皐月、文月、長月、菊月、三日月、望月）
- 蘿球社！遺落的秘密（香椎愛莉）

2014年
- Wake Up, Girls! 舞台天使（入谷七夜）
- 刀劍神域 虛空斷章（西莉卡／綾野珪子）
- 夏莉的鍊金工房～黃昏海洋之鍊金術士～（蜜露卡·庫羅茲）
- 蘿球社！秘密的快門機會（香椎愛莉）
- 艦隊Collection -艦Colle-（彌生、卯月）
- 神隱幻姬（小濕婆）

2015年
- IDOLiSH7（九条理）
- 女友伴身邊 共度暑假（優木苗）
- 地球隊長 Mind Labyrinth（夜祭明）
- 碧藍幻想（耶伊雅）
- 白貓Project（琳蓓爾·瑪丹娜）
- 出包王女DARKNESS 真實公主（涅梅西斯）
- 箱庭的學園（古都莉緒）
- 電擊文庫 FIGHTING CLIMAX IGNITION（亞子、香椎愛莉、藍原延珠、Last Order〈最後之作〉）
- 刀劍神域 Lost Song（西莉卡／綾野珪子）

2016年
- 偶像連結 -AsteriskLive-（坂上八菜）
- 刀劍神域 虛空幻界（西莉卡／綾野珪子）
- 偶像事變（龜谷初）
- 再集之晶（貞德達魯克）

2017年
- 加速世界VS刀劍神域 千年的黃昏（西莉卡／綾野珪子、上月由仁子／Scarlet Rain）
- 聖火降魔錄 英雄雲集（維洛妮卡）
- SHOW BY ROCK!!（羅齊亞）
- 星光戰姬 Master of Eternity（普里司）

2018年
- 刀劍神域 奪命凶彈（西莉卡／綾野珪子）
- 電腦戰機 Virtual-On×魔法禁書目錄 魔法電腦戰機（Last Order〈最後之作〉）
- 超異域公主連結 Re:Dive（美美）
- 少女前線（ART556、利貝羅勒）
- 魔法禁書目錄（手游）（Last Order〈最後之作〉）

2019年
- 閃耀幻想曲（池谷乃乃）
- 魔法禁書目錄 幻想收束（Last Order〈最後之作〉、整體意識、蜜莉姆·拿渥）
- Crash Fever（菲洛、蜜莉姆·拿渥）

2020年
- 碧藍幻想（夏多菈）

2021年
- 月姬 -A piece of blue glass moon-（米欧）
- 碧藍航線（安克拉治）

2022年
- 戰雙帕彌什（邦比娜塔）
- Crash Fever（伊迪絲）
- NIKKE：胜利女神（尼恩）

2023年
- 火焰之纹章 Engage（ヴェロニカ）
- 崩壞:星穹鐵道(克拉拉)
- 天空之塔（ロボロ）
- 勇者斗恶龙X 沉睡的勇者与引导的盟友 Online（ルコリア、リゼロッタ）
- 蔚藍色法則（フェステ）
- 超次元戰記 戰機少女 Game Maker R:Evolution（ケーシャ）
- MementoMori（プリシラ）
- 刀劍神域 異絆集結（シリカ）
- SEGA線上麻雀MJ（ミリム・ナーヴァ）
- ダークテイズ〜鏡と狂い姫〜（スターリア・レーゼ）

2024年
- 寶可夢大師（汐音〔長袖和服少女〕）
- 妖怪手錶 噗尼噗尼（ミリム）
- 溯回青空（エリス）

2025年
- 伊瑟（梨梨）

### 廣播劇CD
- 全世界我最愛的就是胸部！（柏木加奈[83]）
- 霧雨飄零之森 廣播劇CD 一粒目的雨（佐久間美夜子[84]）
- 羞羞女的戀愛考驗（真木好[85]）

### 廣播劇
- 網路電台
  - 2009年
- 個性
  - 女高音狂想曲「日高里菜的☆夢心情☆」（ZAKZAK、10月7日～2010年1月27日）
- 演出角色
  - 2008年
    - 說話是也星期日（K'z Station、6月9日・11月10日更新）
    - 企鵝少女廣播劇 第3回（笑嘻嘻的卡通頻道、8月1日更新）
    - RADIO xxxHOLiC◆繼 第5回（音泉、8月1日更新）
    - 好萌好萌2次廣播劇☆高級 第9回、第10回（ZAKZAK，9月11日、9月25日更新）

  - 2009年
    - 魔法"廣播劇"禁書目錄 第23回・第24回（節目的官方網站、2月27日・3月6日更新）
    - 天空們第4回、第十二回（ZAKZAK、7月2日～10月22日更新）
    - 去尋找吧！農園女兒最高獎♪ 第6回（音泉、7月17日更新）
    - ReReRe之鍊金術師 第24回（少年阿爾契米斯特、8月7日更新）
    - 井上喜久子 魅惑的愛說話哈密瓜 第76回（造型廣播劇、8月28日更新）
    - 派對5的潰暇廣播 （页面存档备份，存于） 第3回（ZAKZAK、11月28日更新）
    - 魔繆魔繆小屋 （页面存档备份，存于）（ZAKZAK、12月3日更新）

  - 2010年
    - 美佳子@Payopayo 第443回（AnimateTV、1月28日更新）
    - 派對5的潰暇廣播 第13回（zakzak、4月3日更新）

### 電視連續劇
2000年
- 花村大介（富士電視台）

2001年
- 十三夜 娃娃（神奈川電視台）
- 瑪莉亞（TBS電視台）

2003年
- 走散刑警純情派16（朝日電視台） - 千葉步
- 我的老婆是男人 第10話（日本電視台）- 中島綠
- 好孩子的夥伴 ～新米保育員物語～ 第3話、第9話（日本電視台） - 由香

2004年
- 新選組！（NHK） - 井上源三郎的姪
- 超人刑警熱情系 PART8 第8話（朝日電視台） - 荻原桃子
- 星期一神秘劇場 松本清張・特別企劃「殺機」（TBS電視） - 磯野千穗

2005年
- 御宿川蟬 ～第三章～ 第12話（NHK）
- On line（BS富士）
- 再見的花瓣（朝日電視台） - 奈津子（6歳）

2006年
- 女王的教室 特別篇連續劇 故事1和故事2（日本電視台）
- PS羅生門 第11話（朝日電視台）
- 在高牆下不想再犯的女人們～宇都宮女子監獄2006（日本電視台）

2007年
- 超人力霸王梅比斯 第39話、第40話（TBS電視） - 日之出家6人兄妹長女
- 醫院的力量 ～星空下的醫院～（NHK）

2010年
- 貓計程車（東名阪網絡6）

### 電影
2007年
- 前往南方

### 綜藝節目
- 真好秋刀魚師傅（富士電視台） - 正規人士
- 答案超大（富士電視台）
- YO！吻（神奈川電視台）
- 動畫TV（神奈川電視台）
- 動畫天國（孩子的驛站）

### 廣告
- セイカ「兩人是光之美少女」
- NTT東日本「神奇寶貝 與 弗雷茲」
- 金橘
- 佳世客
- JA銀行
- 索尼公司「PlayStation SPOT」
- 好侍食品「佛蒙特咖哩」

### DVD
本人名義
- 真好小學4年級生！
- 里菜式的作法

動畫
- 魔法禁書目錄 第7卷 音頻commentary
- 企鵝少女♥心 第3卷 音頻commentary

### 相簿
- 里菜的！
- Chu→Boh學園

### 動態漫畫
- 恋愛專科（2013年，草間心）
- 羞羞女的戀愛考驗（2013年，真木好[86]）

### VP
- 多摩境公寓
- PlayStation 2嚮導
- 社會的川口

### 鋼鐵
- 旭化成

## 音樂作品
RO-KYU-BU!的活動請參考「RO-KYU-BU!」

### 角色歌
| 發售日   | 商品名稱                                                       | 演唱名義 | 歌曲                                                     | 備註                                                       |
| 2008年   | 2008年                                                         | 2008年 | 2008年                                                   | 2008年                                                     |
| -------- | -------------------------------------------------------------- | --- | -------------------------------------------------------- | ---------------------------------------------------------- |
| 6月25日  |                                                                | PNGN6 | 「」                                                     | 網路動畫《企鵝美眉》片頭曲                                 |
| 7月30日  |                                                                | PNGN4 | 「」                                                     | 網路動畫《企鵝美眉》片尾曲                                 |
| 2010年   |                                                                | |                                                          |                                                            |
| 10月21日 | NO MORE HEROES 2 Original Mini Sound Track                     | BIZARRE JERRY 5 | 「」                                                     | 遊戲《》相關歌曲                                           |
| 11月16日 | NO MORE HEROES 2 DESPERATE STRUGGLE ORIGINAL SOUND TRACKS      | BIZARRE JERRY 5 | 「」                                                     | 遊戲《》相關歌曲                                           |
| 2011年   |                                                                | |                                                          |                                                            |
| 4月27日  | STAR DRIVER 閃亮的塔科特 Blu-ray&DVD 第4卷完全生產限定版特典CD | 陽·水野（日高里菜） | 「」 「」                                                | 電視動畫《STAR DRIVER 閃亮的塔科特》插入曲                 |
| 5月11日  | 只有神知道的世界 ROUTE 4.0 初回限定版特典CD                    | Citron | 「」                                                     | 電視動畫《只有神知道的世界》插入曲                         |
| 5月18日  | SENGOKU GROOVE                                                 | 秀吉（日高里菜）、信長（豐口惠）、光秀（喜多村英梨）、政宗（平田裕香） | 「SENGOKU GROOVE」                                       | 電視動畫《戰國少女～桃色異傳～》相關歌曲                   |
| 5月25日  | STAR DRIVER 閃亮的塔科特 Songs & Soundtracks                   | 四方巫女 | 「Cross Over ～ version les quatre filles」              | 電視動畫《STAR DRIVER 閃亮的塔科特》相關歌曲               |
| 6月15日  | 動畫「戰國少女～桃色異傳～」角色歌專輯                         | 秀吉（日高里菜） | 「」                                                     | 電視動畫《戰國少女～桃色異傳～》相關歌曲                   |
| 6月15日  | 動畫「戰國少女～桃色異傳～」角色歌專輯                         | 日出佳乃（日高里菜）、明鈴（喜多村英梨）、德喵（明坂聰美） | 「」                                                     | 電視動畫《戰國少女～桃色異傳～》相關歌曲                   |
| 6月15日  | 動畫「戰國少女～桃色異傳～」角色歌專輯                         | 日出佳乃（日高里菜） | 「」                                                     | 電視動畫《戰國少女～桃色異傳～》相關歌曲                   |
| 6月15日  | 動畫「戰國少女～桃色異傳～」角色歌專輯                         | 戰國少女8人眾 | 「」                                                     | 電視動畫《戰國少女～桃色異傳～》相關歌曲                   |
| 8月24日  | 魔法禁書目錄II Archives 4                                      | 最後之作（日高里菜） | 「」                                                     | 電視動畫《魔法禁書目錄II》相關歌曲                         |
| 9月21日  | 「蘿球社！」Character Songs 05 香椎愛莉                        | 香椎愛莉（日高里菜） | 「」                                                     | 電視動畫《蘿球社！》相關歌曲                               |
| 9月21日  | 「蘿球社！」Character Songs 05 香椎愛莉                        | 日高里菜 | 「SHOOT! -No.7 MIX-」                                    | 電視動畫《蘿球社！》相關歌曲                               |
| 11月30日 | 「蘿球社！」Interval 2                                         | 香椎愛莉（日高里菜） | 「」                                                     | 電視動畫《蘿球社！》相關歌曲                               |
| 12月28日 | 魔劍姬！全片尾曲！                                             | 米涅魯瓦·瑪莎（佐藤利奈）、艾莉兒&莉兒·菲尼安（日高里菜） | 「Baby!Baby! Ver.10」                                    | 電視動畫《魔劍姬！》片尾曲                                 |
| 12月28日 | 魔劍姬！全片尾曲！                                             | 天谷春戀（下屋則子）、櫛八稻穗（野水伊織）、姬神木靈（矢作紗友里）、志那都小豆（富樫美鈴）、六條實（美名）、二條秋（原田瞳）、高貴楓蘭（合田彩）、藜茶茶（藏合紗惠子）、砂藤季美（味里）、水屋粳（古谷靜佳）、米迪亞·迪密特拉（田中理惠）、米涅魯瓦·瑪莎（佐藤利奈）、希莉雅大塚（伊瀨茉莉也）、楊明（明坂聰美）、艾莉兒&莉兒·菲尼安（日高里菜） | 「」                                                     | 電視動畫《魔劍姬！》片尾曲                                 |
| 2012年   |                                                                | |                                                          |                                                            |
| 3月21日  | 妖狐×僕SS ENDING SONG vol.1                                    | 白鬼院凜凜蝶（日高里菜） | 「」                                                     | 電視動畫《妖狐×僕SS》片尾曲                                |
| 7月25日  | Heavenly Lover                                                 | 鶴真心乃枝（石原夏織）、神凪雅（佐倉綾音）、國立凜香（竹達彩奈）、天導愛菜（大龜明日香）、嵯峨良芽依（日高里菜） | 「Heavenly Lover」                                       | 電視動畫《其中1個是妹妹！》片尾曲                          |
| 10月10日 | 電視動畫《其中1個是妹妹！》原聲帶                              | 鶴真心乃枝（石原夏織）、神凪雅（佐倉綾音）、國立凜香（竹達彩奈）、天導愛菜（大龜明日香）、嵯峨良芽依（日高里菜） | 「Heavenly Lover（TV ver.）」                            | 電視動畫《其中1個是妹妹！》片尾曲                          |
| 11月21日 | 刀劍神域 BONUS DISC 2                                          | 西莉卡（日高里菜） | 「☆Lovely Super Idol☆」                                  | 電視動畫《刀劍神域》相關歌曲                               |
| 11月21日 | 電視動畫《其中1個是妹妹！》角色歌系列 SPECIAL Disc             | 鶴真心乃枝（石原夏織）、神凪雅（佐倉綾音）、國立凜香（竹達彩奈）、天導愛菜（大龜明日香）、嵯峨良芽依（日高里菜）、寶生柚璃奈（小倉唯） | 「Heavenly Lover -six colors of flower-」 「」           | 電視動畫《其中1個是妹妹！》相關歌曲                        |
| 11月28日 | 電視動畫《其中1個是妹妹！》全新錄製角色歌CD3 嵯峨良芽依        | 嵯峨良芽依（日高里菜） | 「Heavenly Lover」 「」                                  | 電視動畫《其中1個是妹妹！》相關歌曲                        |
| 2013年   |                                                                | |                                                          |                                                            |
| 1月19日  |                                                                | 日向美Bitter Sweets♪ 山形茉莉花（日高里菜） | 「」                                                     | 音樂配信企劃《Hinabita》相關歌曲                           |
| 2月20日  | 電視動畫《玉子市場》角色歌專輯「twinkle ride CD」              | 北白川餡子（日高里菜） | 「Call me Anne」                                         | 電視動畫《玉子市場》相關歌曲                               |
| 2月20日  | 電視動畫《玉子市場》角色歌專輯「twinkle ride CD」              | 北白川玉子（洲崎綾）、常盤綠（金子有希）、牧野神奈（長妻樹里）、北白川餡子（日高里菜）、朝霧史織（山下百合惠）、喬伊·莫奇馬茲（山岡百合） | 「」                                                     | 電視動畫《玉子市場》相關歌曲                               |
| 3月27日  | 主題曲Collection                                               | 橘可奈（伊瀨茉莉也）、高木夏夜（日高里菜）、真行寺遙（五十嵐裕美）、桐生晶（日笠陽子） | 「」                                                     | 遊戲《》相關歌曲                                           |
| 3月27日  | 電視動畫《其中1個是妹妹！》OP&ED 角色組曲CD                    | StylipS、鶴真心乃枝（石原夏織）、神凪雅（佐倉綾音）、國立凜香（竹達彩奈）、天導愛菜（大龜明日香）、嵯峨良芽依（日高里菜）、寶生柚璃奈（小倉唯） | 「」                                                     | 電視動畫《其中1個是妹妹！》相關歌曲                        |
| 4月24日  | Accel World REGION RECORDS 2                                   | 仁子（日高里菜） | 「tremendous」                                           | 電視動畫《加速世界》相關歌曲                               |
| 4月25日  | 廣播劇CD 天地開闢                                              | 八坂命（日高里菜） | 「」                                                     | 廣播劇CD《》主題曲                                         |
| 6月26日  | 刀劍神域 BONUS DISC 9                                          | 桐人（松岡禎丞）、亞絲娜（戶松遙）、莉法（竹達彩奈）、結衣（伊藤加奈惠）、西莉卡（日高里菜）、莉茲貝特（高垣彩陽） | 「Sing All Overtures」                                   | 電視動畫《刀劍神域》相關歌曲                               |
| 7月17日  |                                                                | 日向美Bitter Sweets♪ | 「」                                                     | 音樂配信企劃《Hinabita》相關歌曲                           |
| 8月7日   | 蘿球社！SS Character Songs 04 香椎愛莉                         | 香椎愛莉（日高里菜） | 「」                                                     | 電視動畫《蘿球社！SS》相關歌曲                             |
| 8月7日   | 蘿球社！SS Character Songs 04 香椎愛莉                         | 日高里菜 | 「Get goal! -No.7 MIX-」                                 | 電視動畫《蘿球社！SS》相關歌曲                             |
| 8月21日  | 「蘿球社！」角色歌歌精選輯"Scorebook"                          | 香椎愛莉（日高里菜） | 「」 「」                                                | 電視動畫《蘿球社！SS》相關歌曲                             |
| 9月18日  | Hinabita ORIGINAL SOUNDTRACK                                   | 日向美Bitter Sweets♪ 山形茉莉花（日高里菜） | 「」 「」                                                | 音樂配信企劃《Hinabita》相關歌曲                           |
| 9月18日  | Hinabita ORIGINAL SOUNDTRACK                                   | 日向美Bitter Sweets♪ | 「」                                                     | 音樂配信企劃《Hinabita》相關歌曲                           |
| 9月18日  | Hinabita ORIGINAL SOUNDTRACK                                   | 日向美Bitter Sweets♪ | 「」                                                     | 音樂配信企劃《Hinabita》相關歌曲                           |
| 10月9日  |                                                                | 日向美Bitter Sweets♪ | 「」                                                     | 音樂配信企劃《Hinabita》相關歌曲                           |
| 12月4日  | 蒼藍鋼鐵戰艦 -ARS NOVA-「Blue Field」Character Songs           | 伊400（日高里菜）、伊402（山本希望） | 「Inapplicability」                                      | 電視動畫《蒼藍鋼鐵戰艦 -ARS NOVA-》相關歌曲                |
| 12月18日 | Occult Maiden 角色歌專輯                                       | 蓮華（日高里菜） | 「」                                                     | 遊戲《Occult Maiden》相關歌曲                              |
| 12月18日 | Occult Maiden 角色歌專輯                                       | 土御門悠宇（早見沙織）、倉橋六花（佐倉綾音）、蓮華（日高里菜） | 「」                                                     | 遊戲《Occult Maiden》相關歌曲                              |
| 2014年   |                                                                | |                                                          |                                                            |
| 2月19日  |                                                                | 星月·法拉利（日高里菜）、神月·法拉利（大久保瑠美）、葉月·法拉利（真堂圭）、安娜·亨德里克斯（井上麻里奈） | 「」                                                     | 電視動畫《伽利略少女》相關歌曲                             |
| 3月19日  | Bitter Sweet Girls!                                            | 日向美Bitter Sweets♪ 山形茉莉花（日高里菜） | 「」                                                     | 音樂配信企劃《Hinabita》相關歌曲                           |
| 3月19日  | Bitter Sweet Girls!                                            | 日向美Bitter Sweets♪ | 「」 「」                                                | 音樂配信企劃《Hinabita》相關歌曲                           |
| 3月19日  | Bitter Sweet Girls!                                            | 日向美Bitter Sweets♪ | 「」 「」                                                | 音樂配信企劃《Hinabita》相關歌曲                           |
| 3月19日  | Bitter Sweet Girls!                                            | 日向美Bitter Sweets♪ | 「」 「」                                                | 音樂配信企劃《Hinabita》相關歌曲                           |
| 3月19日  | 「」                                                           | 日向美Bitter Sweets♪ |                                                          | 音樂配信企劃《Hinabita》相關歌曲                           |
| 3月22日  | 電視動畫《玉子市場》角色歌Remix「omochi-tronica EP plus」      | 北白川餡子（日高里菜） | 「Call Me Anne Louder」                                  | 電視動畫《玉子市場》相關歌曲                               |
| 3月26日  | 噬血狂襲 Blu-ray&DVD 第3卷特典CD                               | 曉凪沙（日高里菜） | 「」                                                     | 電視動畫《噬血狂襲》相關歌曲                               |
| 7月2日   |                                                                | 藍原延珠（日高里菜）、蒂娜·斯普萊特（黑澤朋世） | 「」                                                     | 電視動畫《黑色子彈》相關歌曲                               |
| 8月27日  | 刀劍神域 Song Collection                                       | 西莉卡（日高里菜）、莉茲貝特（高垣彩陽） | 「Party-go-round」                                       | 電視動畫《刀劍神域》相關歌曲                               |
| 8月27日  | 刀劍神域 Song Collection Aniplex+ Special Disc                 | 西莉卡（日高里菜） | 「☆Lovely Super Idol☆ - ☆remix -」                       | 電視動畫《刀劍神域》相關歌曲                               |
| 2015年   |                                                                | |                                                          |                                                            |
| 1月21日  | 電視動畫《The Rolling Girls》主題曲集「」                      | THE ROLLING GIRLS | 「」 「」 「」                                           | 電視動畫《The Rolling Girls》主題曲                        |
| 1月28日  | Ray of bullet                                                  | 伊莉絲·芙蕾雅（日高里菜）、物部深月（沼倉愛美） | 「Ray of bullet」                                        | 電視動畫《銃皇無盡的法夫納》片尾曲                         |
| 1月28日  | Ray of bullet                                                  | 伊莉絲·芙蕾雅（日高里菜）、物部深月（沼倉愛美） | 「Ray of bullet(tiny ver.)」                             | 電視動畫《銃皇無盡的法夫納》相關歌曲                       |
| 1月28日  | Ray of bullet                                                  | 伊莉絲·芙蕾雅（日高里菜） | 「Ray of bullet」                                        | 電視動畫《銃皇無盡的法夫納》相關歌曲                       |
| 3月25日  | 電視動畫《艦隊Collection -艦Colle-》角色歌「艦娘乃歌」Vol.1    | 吹雪（上坂堇）、睦月（日高里菜）、夕立（谷邊由美） | 「Bright Shower Days」                                   | 電視動畫《艦隊Collection》相關歌曲                         |
| 3月25日  | 刀劍神域II BONUS DISC 6（Blu-ray & DVD第6卷特典CD）            | 莉法（竹達彩奈）、結衣（伊藤加奈惠）、西莉卡（日高里菜）、莉茲貝特（高垣彩陽） | 「Memorial Calibur」                                     | 電視動畫《刀劍神域II》相關歌曲                             |
| 3月25日  | 女友伴身邊 Vol.3 特典CD                                        | 優木苗（日高里菜） | 「」                                                     | 電視動畫《女友伴身邊》相關歌曲                             |
| 4月1日   | 電視動畫《The Rolling Girls》歌曲集「」                        | THE ROLLING GIRLS | 「TRAIN-TRAIN」 「」 「」 「」                           | 電視動畫《The Rolling Girls》插入曲                        |
| 4月1日   | 電視動畫《The Rolling Girls》歌曲集「」                        | THE ROLLING GIRLS | 「」                                                     | 電視動畫《The Rolling Girls》片尾曲                        |
| 4月8日   | 銃皇無盡的法夫納 角色歌專輯 --                                 | 伊莉絲·芙蕾雅（日高里菜） | 「Shining Love」                                         | 電視動畫《銃皇無盡的法夫納》相關歌曲                       |
| 4月15日  | Rolling☆Girls Blu-ray & DVD第2卷特典Music Card                 | 小坂結季奈（日高里菜） | 「」                                                     | 電視動畫《The Rolling Girls》相關歌曲                      |
| 4月29日  | 銃皇無盡的法夫納 角色歌專輯 --                                 | 伊莉絲·芙蕾雅（日高里菜）、物部深月（沼倉愛美）、麗莎·海渥卡（金元壽子）、艾列拉·露（德井青空）、蓮·宮澤（內村史子）、蒂亞·萊特寧格（佐倉綾音） | 「Ray of bullet」                                        | 電視動畫《銃皇無盡的法夫納》片尾曲                         |
| 6月3日   |                                                                | Criticrista | 「」                                                     | 電視動畫《SHOW BY ROCK!!》插入曲                           |
| 6月3日   | 「Attention, Please!!」                                        | Criticrista | 電視動畫《SHOW BY ROCK!!》相關歌曲                       |                                                            |
| 8月2日   | 電視動畫《The Rolling Girls》歌曲集II「STONES」                | THE ROLLING GIRLS | 「STONES」 「」                                          | 電視動畫《The Rolling Girls》相關歌曲                      |
| 8月2日   | 電視動畫《The Rolling Girls》歌曲集II「STONES」                | 小坂結季奈（日高里菜） | 「」 「STONES」                                          | 電視動畫《The Rolling Girls》相關歌曲                      |
| 9月16日  | SHOW BY ROCK!! Blu-ray 第4卷 .jp限定版特典 迷你專輯            | 羅齊亞（日高里菜） | 「（羅齊亞ver.）」 「Attention, Please!!（羅齊亞ver.）」 | 電視動畫《SHOW BY ROCK!!》相關歌曲                         |
| 11月25日 | SHOW BY ROCK!! BD、DVD第6卷特典CD                              | 羅齊亞（日高里菜）、月乃（茅野愛衣） | 「」                                                     | 電視動畫《SHOW BY ROCK!!》相關歌曲                         |
| 12月23日 | Five Drops 01 -sunny orange- 山形茉莉花                        | 山形茉莉花（日高里菜） | 「」 「neko*neko」 「」 「」 「」                        | 音樂配信企劃《Hinabita》相關歌曲                           |
| 2016年   |                                                                | |                                                          |                                                            |
| 2月24日  | GATE 奇幻自衛隊 角色歌專輯 Vol.2                               | 夏莉（日高里菜） | 「」                                                     | 電視動畫《GATE 奇幻自衛隊》相關歌曲                        |
| 7月20日  |                                                                | Criticrista | 「」                                                     | 電視動畫《SHOW BY ROCK!! Short!!》插入曲                   |
| 7月20日  | 「」                                                           | Criticrista | 電視動畫《SHOW BY ROCK!! Short!!》相關歌曲               |                                                            |
| 8月12日  | 偶像連結 -Solo Disc-「Feelings of girl」                       | 坂上八葉（日高里菜） | 「」                                                     | 遊戲《偶像連結 -AsteriskLive-》相關歌曲                    |
| 8月12日  | 偶像連結 -Unit Disc-「」                                       | NatuLike! | 「」 「」                                                | 遊戲《偶像連結 -AsteriskLive-》相關歌曲                    |
| 9月21日  | SHOW BY ROCK!! BEST Vol.2                                      | Criticrista | 「」                                                     | 遊戲《SHOW BY ROCK!!》相關歌曲                             |
| 9月21日  | SHOW BY ROCK!! BEST Vol.2                                      | Criticrista | 「」                                                     | 遊戲《SHOW BY ROCK!!》相關歌曲                             |
| 9月21日  | SHOW BY ROCK!! BEST Vol.2                                      | Criticrista | 「」                                                     | 遊戲《SHOW BY ROCK!!》相關歌曲                             |
| 10月19日 |                                                                | Criticrista | 「」                                                     | 電視動畫《SHOW BY ROCK!!#》插入曲                          |
| 10月19日 | 「Colorful Snow Drop」                                         | Criticrista | 電視動畫《SHOW BY ROCK!!#》相關歌曲                      |                                                            |
| 11月23日 | Musica Magica                                                  | 哈德格爾·愛麗絲（日高里菜） | 「Forget me Not…」                                       | 電視動畫《魔法少女育成計劃》相關歌曲                       |
| 2017年   |                                                                | |                                                          |                                                            |
| 1月25日  |                                                                | Altair·Torte | 「」                                                     | 電視動畫《學園少女突襲者 Animation Channel》片頭曲         |
| 1月25日  | 澄原里佳（日高里菜）                                           | | 「」                                                     | 電視動畫《學園少女突襲者 Animation Channel》片頭曲         |
| 1月25日  | 「」                                                           | 電視動畫《學園少女突襲者 Animation Channel》相關歌曲 |                                                          |                                                            |
| 1月25日  |                                                                | 澄原里佳（日高里菜）、菜森真名（小倉唯） | 「」                                                     | 電視動畫《學園少女突襲者 Animation Channel》片尾曲         |
| 1月25日  | 「roomy party」                                                | 澄原里佳（日高里菜）、菜森真名（小倉唯） | 電視動畫《學園少女突襲者 Animation Channel》相關歌曲     |                                                            |
| 1月25日  | SHOW BY ROCK!!# BD第2卷特典CD                                  | 羅齊亞（日高里菜） | 「」                                                     | 電視動畫《SHOW BY ROCK!!#》相關歌曲                        |
| 1月25日  | THANKSGIVING ≡ LYRICS                                          | LILIc's | 「THANKSGIVING ≡ LYRICS」                                | 動畫電影《TRINITY SEVEN -悠久圖書館與鍊金術少女-》相關歌曲 |
| 2月15日  | 角色歌系列 Vol.02                                              | MAISON DE COUTURE | 「」                                                     | 遊戲《》相關歌曲                                           |
| 2月15日  | 角色歌系列 Vol.02                                              | 優木苗（日高里菜） | 「」                                                     | 遊戲《》相關歌曲                                           |
| 2月28日  | 偶像連結 -Memorial Disc-「」                                   | 坂上八葉（日高里菜） | 「」                                                     | 遊戲《偶像連結 -AsteriskLive-》相關歌曲                    |

### 其他參加歌曲
| 發售日   | 商品名稱                           | 演唱       | 歌曲   | 備註                        |
| 2009年   | 2009年                             | 2009年     | 2009年 | 2009年                      |
| -------- | ---------------------------------- | ---------- | ------ | --------------------------- |
| 10月21日 | THE WORKS 5.0 ～志倉千代丸歌曲集～ | 日高里菜   | 「」   | 遊戲《》片頭曲              |
| 2012年   |                                    |            |        |                             |
| 3月28日  | BAKUMAN OST 2                      | 、日高里菜 | 「」   | 電視動畫《爆漫王。2》插入曲 |

## 註腳

### 團體成員
1. ↑  南極櫻（片岡梓）、擇捉鯨（伊瀨茉莉也）、栗尾妮妮（南條愛乃）、陳香（野川櫻）、南極楓（日高里菜）、瑪莉·吉波卡普拉·W·懷特貝爾（門脇舞以）
2. ↑  南極櫻（片岡梓）、擇捉鯨（伊瀨茉莉也）、栗尾妮妮（南條愛乃）、南極楓（日高里菜）
3. ↑  草莓（日高里菜）、藍莓（稻村優奈）、蔓越莓（花村憐美（日语：花村怜美））、納氏草莓（吉田仁美）、鵝莓（中山惠里奈）
4. ↑  萊姆（日高里菜）、百合（內田真禮）、加儂（東山奈央）
5. ↑  皆水的巫女（早見沙織）、氣多的巫女（戶松遙）、日死的巫女（日高里菜）、逆日死的巫女（小清水亞美）
6. ↑  日高里菜、豐口惠、喜多村英梨、平田裕香、持月玲依、明坂聰美、國立幸、伊瀨茉莉也
7. 1 2 3  山形茉莉花（日高里菜）、和泉一舞（津田美波）、芽兔咩嗚（五十嵐裕美）、春日咲子（山口愛）、霜月凜（水原薰）
8. 1 2  山形茉莉花（日高里菜）、和泉一舞（津田美波）
9. 1 2  山形茉莉花（日高里菜）、芽兔咩嗚（五十嵐裕美）
10. 1 2 3  小澤亞李、日高里菜、種田梨沙、花守由美里
11. 1 2 3  羅齊亞（日高里菜）、月乃（茅野愛衣）、霍爾米（五十嵐裕美）、賈桂林（村川梨衣）
12. ↑  柚木美由（木村千咲）、泉水司（橋本千波）、坂上八葉（日高里菜）
13. ↑  羅齊亞（日高里菜）、月乃（茅野愛衣）
14. ↑  羅齊亞（日高里菜）、霍爾米（五十嵐裕美）
15. ↑  羅齊亞（日高里菜）、賈桂林（村川梨衣）
16. ↑  美山椿芽（石原夏織）、澄原里佳（日高里菜）、夜木沼伊緒（澤城美雪）、沙島悠水（花澤香菜）、菜森真名（小倉唯）
17. ↑  莉莉絲（原由實）、莉莉姆（日高里菜）
18. ↑  時谷小瑠璃（田村由香里）、優木苗（日高里菜）、見吉奈央（內田真禮）

## 外部連結
- 事務所公開簡歷 （页面存档备份，存于）（日語）
- 日高里菜的X（前Twitter）
- 日高里菜的Instagram帳戶

AT製作時期舊連結
- 事務所公開簡歷（日語）
- 日高里菜閃亮的☆里菜的房間（已關閉）（日語）
- 日高里菜閃亮的☆里菜的房間（已關閉）（日語）